# Championnat de France de basket-ball 1959-1960
Navigation
Saison précédente Saison suivante
La saison 1959-1960 du championnat de France de basket-ball de Nationale est la 38e édition du championnat de France masculin de basket-ball. Le championnat de Division Nationale de basket-ball est le plus haut niveau du championnat de France.

## Présentation
Seize clubs participent à la compétition, répartis en deux poules de huit. La victoire rapporte 3 points et la défaite 1 point. En cas de match nul, il y a prolongation. 
La saison régulière débute le 17 octobre 1959 et se termine le 6 mars 1960. Les deux premiers de chaque poule se qualifient pour les demi-finales. 
Les équipes classées 7e et 8e des deux poules descendent en Division Excellence. 
Le tenant du titre, Roanne, va tenter de réaliser le doublé. Bagnolet, Valenciennes, Lyon et le Stade français sont les quatre équipes promues pour cette saison. Auboué, 7e et Mulhouse, 8e pour la poule A, Saint-Étienne, 7e et Antibes, 8e pour la poule B sont les quatre équipes reléguées à l'issue de cette saison 1959-1960.
Pour la première fois, une équipe, Mulhouse, termine la saison sans avoir remporté la moindre victoire.
Charleville-Mézières remporte le championnat pour la deuxième fois de son histoire, le premier acquis en 1957-1958 le fut sous l'appellation de Mézières.
Roger Haudegand (Valenciennes) est le meilleur marqueur du championnat pour la 6e fois avec un total de 360 points (moyenne de 25,7 points par match).

## Clubs participants
| Clubs          | Salles (Capacités)                                                   | Villes               |
| -------------- | -------------------------------------------------------------------- | -------------------- |
| Antibes        | Stade Santoni (2000 places)                                          | Antibes              |
| Auboué         | Foyer des Sports (1500 places)                                       | Auboué               |
| Bagnolet       | Stade de l’Alsace (700 places)                                       | Bagnolet             |
| Billancourt    | Gymnase Japy (1500 places) & Salle Pierre de Coubertin (4500 places) | Paris                |
| Caen           | Stade Hélitas (1200 places)                                          | Caen                 |
| Charleville    | Palais des Sports (2000 places)                                      | Charleville-Mézières |
| Lyon           | Stadium (3500 places)                                                | Villeurbanne         |
| Mulhouse       | Stade Municipal (3500 places)                                        | Mulhouse             |
| Paris U.C.     | Gymnase Charléty (1500 places)                                       | Paris                |
| Racing C.F.    | Gymnase Japy (1500 places) & Salle Pierre de Coubertin (4500 places) | Paris                |
| Roanne         | Salle des Sports (2300 places)                                       | Roanne               |
| Saint-Étienne  | Stade du Chambon-Feugerolles (2000 places)                           | Saint-Étienne        |
| Stade français | Stade Franklin (1400 places)                                         | Paris                |
| Toulouse       | Stade du Pré-Catelan (2000 places)                                   | Toulouse             |
| Valenciennes   | Stade Nungesser (1500 places)                                        | Valenciennes         |
| ASVEL          | Stadium (3500 places)                                                | Villeurbanne         |

## Classement final de la saison régulière
La victoire rapporte 3 points, la défaite 1 point. En cas d’égalité, les équipes sont départagées à la différence de points particulière